# 하정완

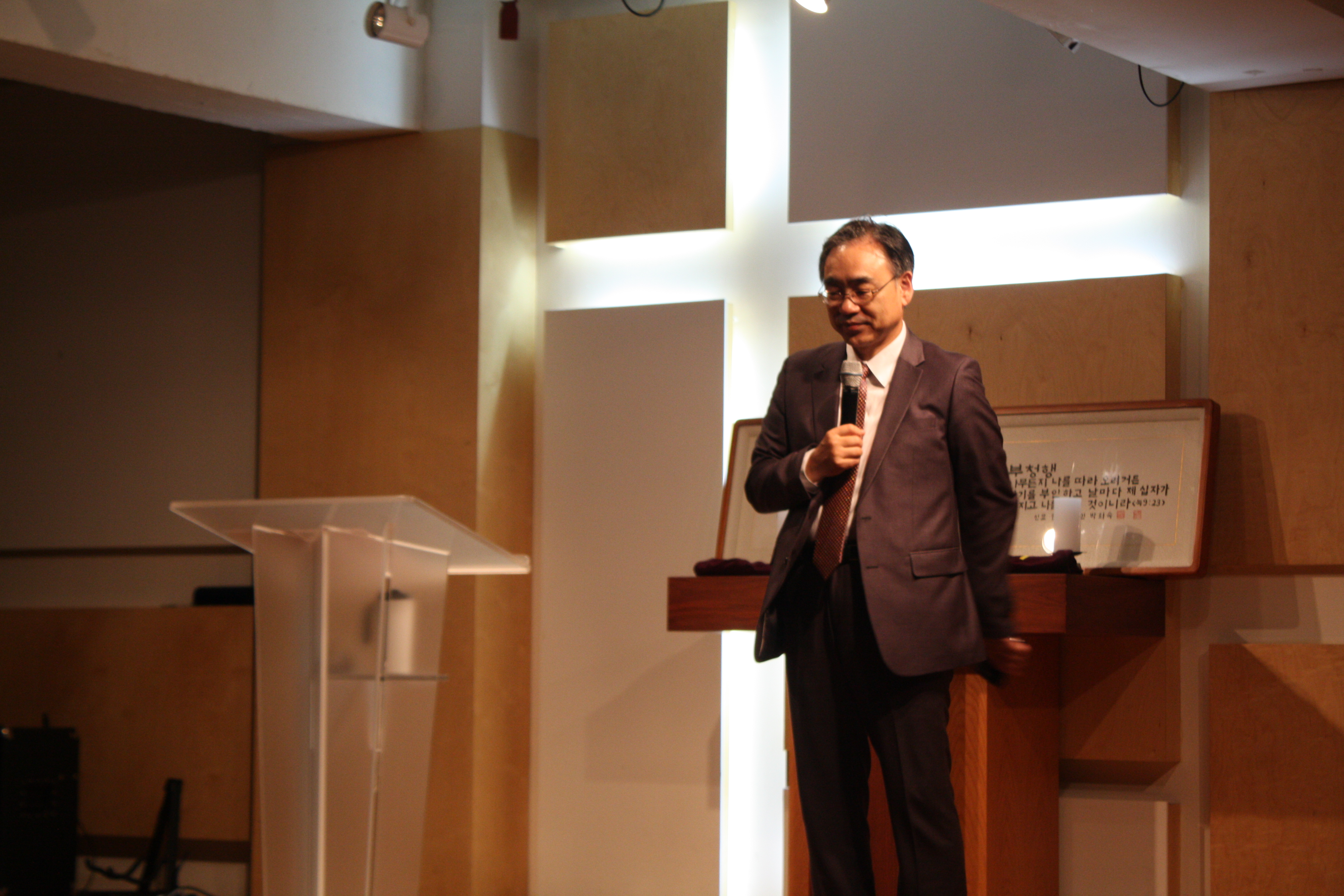
꿈이있는교회에서 설교 중인 하정완 목사

하정완은 대한민국의 감리교 목회자 겸 시인이다. 문화사역가나 제자훈련자로도 지칭된다.

## 생애
제주 애월 출생. 목원대 졸업, 연세대 연합신학대학원 졸업, 로버트 콜만 박사에게 제자훈련을 직접 배우고 트리니티 복음주의 대학원에서 수학하면서부터 새로운 방식(구도자를 배려하는 예배)를 추구하기 시작했다. 처음 제자공동체로 모이기 시작하였으며, 서울 종로구 인사동 근처에 위치한 중앙감리교회에서  꿈이있는교회의 담임목사를 맡아 예배 형식에 큰 변화를 도입하여 유명해졌다.
1999년 중앙감리교회에서 개척설립 자금을 통해 꿈이있는교회를 개척하면서 '열린 예배'를 위하여 영화와 드라마, 음악, 시, 동화 등을 본격적으로 예배와 결합시켰고, 영화설교를 시작했다. 2009년 3월 성신여대성전으로 자리를 옮겨 제자훈련과 침묵기도, 레버런스 홀 등 더욱 시대를 향한 복음을 전하고 있다. 영화설교뿐 아니라 스킷드라마 형식의 예배를 실험하고 스킷드라마 대본집을 출간하기도 했다. 청년에게 다가가기 위해 교회의 문턱을 낮추고 “문화적 콘텐츠를 가지고 교회 밖으로 나가야 한다.”는 것이 하정완의 주장이다.
꿈이있는교회 담임목사와 청년목회자연합 공동 대표를 맡았으며, 여러 대학에서 강의했다. 《영화에서 주님을 만나다》, 《주님과 함께 떠나는 영화여행》, 《드라마 천국》 등 다수의 저서가 있다.
사랑과 그리움을 주제로 한 서정시를 쓰는 시인으로도 활발한 활동을 해왔다. 1987년 첫 시집 《한울》을 시작으로, 《정신없이 사랑하고 싶다》, 《사랑이 나를 미치게 한다》 등 여러 권의 시집을 출간했다.
2018년 사순절 및 43학살 70주년을 맞아, 레퀴엠의 구조에 맞춰 스스로 노래를 작곡·작사해 음반 《먼지가 일어나리라》를 제작, 발매했다.